# العشرة (فلم)
العشرة (بالإنجليزية: The Ten) وهو فلم كوميدي أمريكي، سمي بهذا الاسم نسبة إلى الوصايا العشر، وقد أنتج في سنة 2007، الفلم من إخراج دافيد واين وهو من بطولة جيسيكا ألبا ووينونا رايدر وبول رود وفامك جانسن وآدم برودي وغريتشين مول.

## روابط خارجية
- مقالات تستعمل روابط فنية بلا صلة مع ويكي بيانات